# Dziwiszowice
Dziwiszowice (prononciation : [d͡ʑiviʂɔˈvit͡sɛ]) est un village polonais de la gmina de Kożuchów dans le powiat de Nowa Sól de la voïvodie de Lubusz dans l'ouest de la Pologne.
Il se situe à environ 6 kilomètres au sud-est de Kożuchów (siège de la gmina), 9 kilomètres au sud de Nowa Sól (siège du powiat) et 26 kilomètres au sud-est de Zielona Góra (siège de la diétine régionale).

## Histoire
Au cours du deuxième partage de la Pologne en 1793, le village est annexé par le Royaume de Prusse sous le nom de Wiedemuth . (voir Évolution territoriale de la Pologne)
Il prend le nom de Lessendorf-Wiedemuth de 1933 à 1945 sous l'Allemagne nazie.
Après la Seconde Guerre mondiale, avec la mise en œuvre de la ligne Oder-Neisse, le village retourne à la République populaire de Pologne.
De 1975 à 1998, le village appartenait administrativement à la voïvodie de Zielona Góra.

Depuis 1999, il appartient administrativement à la voïvodie de Lubusz